# Evaza nubifera
Evaza nubifera är en tvåvingeart som beskrevs av James 1969. Evaza nubifera ingår i släktet Evaza och familjen vapenflugor. Inga underarter finns listade i Catalogue of Life.